# W kogo ja się wrodziłem
W kogo ja się wrodziłem – polski film z cyklu Święta polskie dotyczący Dnia Ojca. Okres zdjęciowy trwał od 28 sierpnia do 5 września 2001 i był kręcony w Warszawie i niedaleko Gdańska.

## Fabuła
Tomasz Lechotycki był wychowywany przez wiele lat przez swą matkę i ojczyma. Tomasz rzucił studia, by poświęcić się muzyce rockowej. Potrafi się znakomicie dogadać ze swoim dziadkiem, Edwardem, natomiast ze swoim ojcem, Ryszardem ma złe relacje. Ryszard jest chory na raka, a podczas swojej choroby stał się innym człowiekiem – zaczął być uparty i zgorzkniały. Okazuje się, że on także zawiódł swego ojca, gdyż Edward chciał, by syn był lekarzem. Przez pewien czas Ryszard studiował, lecz rzucił je, by poświęcić się poezji. Pewnego dnia Tomasz wraz z dziadkiem jadą do szpitala i na ich prośbę lekarka godzi się, aby Ryszard opuścił szpital, gdyż nadal jest poważnie chory. Oni jednak sugerują, że Ryszard powinien więcej czasu przebywać z najbliższymi. Postanawiają zorganizować mu niespodziankę.

## Obsada
- Andrzej Andrzejewski – Tomek Lechotycki, muzyk zespołu "Krematorium nr 5"
- Krzysztof Kolberger – Ryszard Lechotycki, ojciec Tomka, poeta
- Emil Karewicz – Edward Lechotycki, dziadek Tomka, emerytowany nauczyciel matematyki
- Magdalena Kumorek – Karin, dziewczyna Tomka
- Tomasz Lengren – Władek "Kobra", pilot samolotu
- Henryk Gołębiewski – magazynier w szpitalu